# Полмін
Дрогобицький державний завод мінеральних мастил «Польмін» (пол. Państwowa Fabryka Olejów Mineralnych «Polmin» w Drohobyczu) — один із найбільших нафтопереробних заводів Європи початку ХХ століття та провідний виробник нафтопродуктів у міжвоєнній Польщі.

## Історія

### Австрійський період
У 1908 році австрійський уряд виділив 2,5 мільйона крон для будівництва заводу з очищення нафти від газу в Дрогобичі. Того ж року Національна асоціація нафтопромисловців уклала договір із Міністерством державних залізниць про постачання 300 тисяч тонн очищеної нафти, яка мала використовуватися як паливо для залізничного транспорту.
Будівництво заводу розпочалося в 1909 році, і вже 1910 року відбувся перший запуск виробничих потужностей. Будівельні роботи на заводі продовжувалися аж до 1912 року.
Первісно спеціалізувалися на очищенні сирої нафти від домішок і газу, забезпечуючи паливом залізницю. Так підприємство отримало назву «Державна дегазація» (нім. Staats-Еntberbenzinierung).
Прямий нафтопровід із Борислава дозволяв значно скоротити витрати на транспортування нафти, що забезпечило підприємству значну перевагу перед іншими заводами в регіоні. Проєктна потужність «Державної дегазації» становила 4500 цистерн на місяць, поки в середньому по Дрогобичу виробничі потужності інших заводів були в діапазоні кількох сотень на місяць. У той час на заводі переробляли 54 % всієї видобутої нафти Австро-Угорщини.

### Перша світова війна
16 вересня 1914 року війська Російської імперії зайняли Дрогобич. Інформація щодо стану заводу перед здачею міста відрізняється: одні стверджують, що австрійці здали завод цілим; інші стверджують, що австрійці розібрали трубопроводи на заводі. Проте відомо, що вояки Російської імперії в перші дні контролю над заводом розграбували його, знищивши телеграфну та телефонну лінії на підприємстві.
Через деякий час російські чиновники вирішили відновити роботу заводу. Щоб оцінити стан справ на підприємстві направили представника гірничого департаменту міністерства торгівлі та промисловості, дійсного статського радника Маяковського. Після оцінки ситуації він запропонував передати завод в оренду приватним компаніям до кінця 1915 року.
Щоб остаточно вирішити питання із заводом, 14 жовтня у Львові відбулася нарада. Пропозицію Маяковського відхилили через загрозу монополізації ринку Галичини. Основною причиною стало небажання конфронтації із союзними Англією та Францією, капітал яких становив значну частку в галицькій нафтовій промисловості. У підсумку завод вирішили залишити в державній власності, призначивши прибулого з Росії Остроградського на посаду директора заводу.
Протягом кількох місяців завод виконував функцію нафтобази, забезпечуючи паливом залізницю та підприємства Львова. Лише в березні 1915 року вдалося найняти 200 робітників і розпочати ремонт обладнання. Проте наприкінці квітня почалася евакуація обладнання та нафтопродуктів із Дрогобича.
Після відступу російських військ із Дрогобича в 1915 році завод відновив роботу. Протягом усієї війни на підприємстві впроваджували нові технології, в тому числі і виробництва мазуту.

### Польсько-українська війна (1918—1919)
Після Великої війни, як її називали сучасники, виникла двояка ситуація: з одного боку, Польща, вважаючи своїми землі Королівства Галичини та Лодомерії, через Польську ліквідаційну комісію проголосила перехід австрійської державної власності на території КГВ до власності Польської Республіки; з іншого боку — ЗУНР, яка, проголосивши свій суверенітет над «українською суспільною етнографічною областю в межах колишньої Австро-Угорської монархії», фактично проголосила себе власником австрійської власності на ній.
Хоча серед працівників заводу українці не становили більшості, українська влада мала вагому перевагу — силову присутність у місті. Тож 2 листопада 1918 року, після короткочасного виступу місцевих поляків, завод перейшов під контроль української влади.
Свідчень про функціонування заводу за часів української влади збереглося дуже мало. Ймовірно, він працював на значно знижених потужностях. Існує також припущення, що його приміщення могли використовуватися для виробництва бронетехніки, як це було з підприємством «Галиція».
Проте завод згадується в постанові Державного секретаріату ЗУНР від 13 лютого 1919 року. Згідно з нею, усі фізичні та юридичні особи, які мають право на видобуток нафти та отримують із цього дохід, повинні були передати 22% нафти, видобутої в листопаді 1918 року, на потреби Державної фабрики мінеральних олій за ціною 42 крони за 100 кілограмів нафти.
У квітні 1919 року Дрогобич зайняли поляки. У той же період завод офіційно перейменували польською мовою, додавши: «Polmin» (укр. Польмін), що походить від скорочень polskie+minerały (укр. польські мінерали); назву міста розташування «w Drohobyczu» (укр. у Дрогобичі). Так з'явилася впізнавана назва: «Państwowa Fabryka Olejów Mineralnych „Polmin“ w Drohobyczu», що можна дослівно перекласти як «Державний завод мінеральних мастил „Польмін“ у Дрогобичі» або, правильніше за українським правописом, Дрогобицький державний завод мінеральних мастил «Польмін». І фактично це досі та сама юридична особа, що була в 1909 році — вона нікуди не зникала, просто змінювала власника.

### Міжвоєнний період
У 1920-х роках «Польмін» активно інвестує в інфраструктурні проєкти.
У 1927 році відбулася комерціалізація держпідприємства "Дрогобицький державний завод мінеральних мастил «Польмін», що зробило його більш автономним від держави та її економічної політики. Тоді підприємство отримало до своєї власності не тільки нафтопереробний завод, а й Державне управління газопроводів у Ясло, Центральне управління будівництва газопроводу в Сандомирі, газопровід у Мосцицях, а також нафтові та газові родовища в Дашаві, Розтоках, Собнюві, Садковій, Ґурках, Франкові, Турзе Поле, Ліпінках, Вєтшно, Тарговиській та Рувному.
Завод продовжував зберігати значну частку надходжень від продажу керосину, яким тоді ще освітлювали вулиці та домівки, але з кожним роком все більшу роль починало відігравати паливо для різних видів транспорту. «Польмін» фактично стає головним виробником авіаційного палива в Польщі.
За даними 1930 року, на «Польміні» працювало 3 тисячі працівників — 8 % від загального населення міста та 32 %, враховуючи членів їх сімей — а випуск нафтопродуктів досяг позначки 731 тисяч барелів на рік.

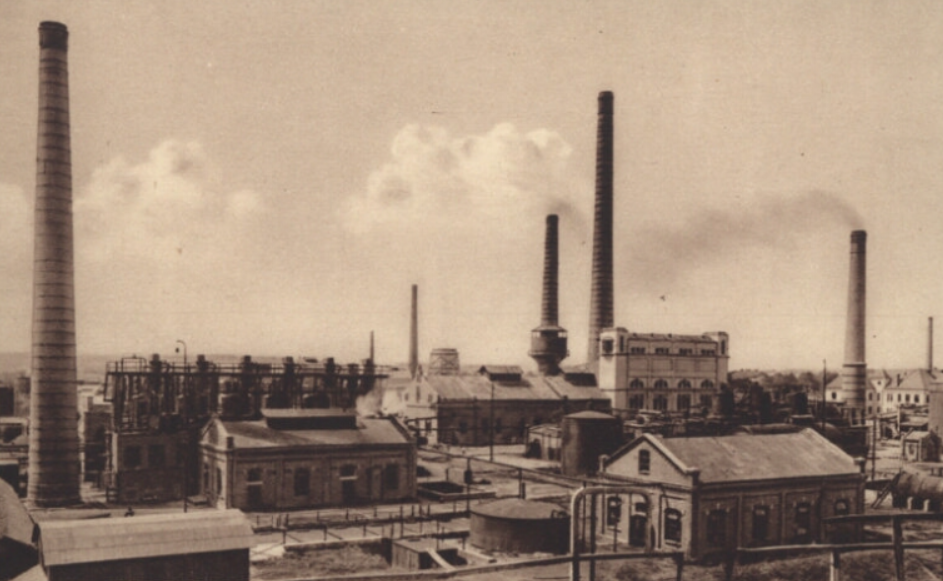
Приблизно 1930 рік

У 1932 році підприємство отримало новий офіс у Другому хмарочосі Шпрехера.
Протягом 1930-х на науково-виробничій базі «Польміну» роблять багато відкриттів, особливо в питаннях виробництва асфальту. Ці ж нові технології випробовуються на практиці — так «Польмін» активно починає асфальтувати вулиці Дрогобича за власними технологіями.
За даними 1938 року, обсяг переробки скоротився до 713 тисяч барелів на рік. Це було зумовлено значним спадом видобутку нафти в Бориславі.

### Друга світова війна
Перше авіабомбардування заводу відбулося 10 вересня 1939 року. Тоді німецькі літаки завдали авіаудару по залізничній станції та території «Польміну». На заводі спалахнула велика пожежа, яку не могли загасити аж до 26 вересня.
Коли 18 вересня до міста зайшли німці, роботу з гасіння перекинули на євреїв. Паралельно уцілілі нафтопродукти з «Польміну» почали вивозити до Німеччини.
Після приходу радянської влади 24 вересня офіційну процедуру націоналізації не провели одразу, а відклали на деякий час. Лише 1 жовтня 1939 року в Політбюро ЦК ВКП(б) ухвалили постанову, згідно з якою ЦК КП(б)У мав скласти список підприємств, які необхідно націоналізувати. Остаточно питання вирішили наприкінці жовтня, коли на Народних зборах Західної України було прийнято «Декларацію про націоналізацію банків та великої промисловості Західної України».
Газета «Більшовицька правда» надає неоднозначну статистику зростання числа робочих місць на нафтопереробних заводах: так у вересні (за радянської влади) на колишньому «Польміні» працювало 720 робітників, а вже в жовтні — 1511.
На початку 1940 року всі нафтопереробні підприємства міста були об'єднані в трест «Укрнафтопереробка». За перший квартал того ж року дрогобицькі підприємства виконали план виробництва нафтопродуктів на 117 %. Вироблені нафтопродукти експортувалися до Німеччини.
Згодом завод зустрів нову війну — Німецько-радянську. 1 липня 1941 року колишній «Польмін» знову зайняли німецькі війська.
У вересні 1941 року, під час німецької окупації, «Польмін» відновив свою роботу. Завод передали німецькій компанії «Віра-Бескид» (нім. Beskiden-Vera). За неповний 1941 рік колишній «Польмін» виробив 76 тонн бензину, 2478 тонн дизельного палива та 1167 тонн мастил.
У серпні 1942 року відбулося злиття нафтопереробної компанії «Віра-Бескид» і нафтовидобувної компанії «Геві-Бескид» (нім. Beskiden-Gevi) у «Карпатську нафтову компанію» (нім. Karpathen Öl AG). Завод отримав назву «Карпатська нафтова компанія — Рафінерія Схід» (нім. Karpathen Öl AG — Rafinerie Ost). Новим директором було призначено Вальтера Лечера.
За весь 1943 рік колишній «Польмін» переробив 851 тисячу барелів нафти.
26 червня 1944 року 72 B-52 та 58 P-51 здійснили авіаналіт на Дрогобич. Їхньою ціллю була нафтопереробна промисловість та залізнична інфраструктура міста. Тоді на місто впало 1125 авіабомб. Американська розвідка в доповіді 1957 року, присвяченій «Польміну», вважала, що під час цього бомбардування завод був повністю зруйнований.
6 серпня того ж року неподалік заводу відбувалися бої між німецькими та радянськими військами, що закінчилися зайняттям міста останніми. Колишній «Польмін» зміг стати одним із двох нафтопереробних заводів міста, які вдалося ввести в експлуатацію.

### Радянський період
1 листопада 1963 року на основі двох нафтопереробних заводів було створено виробниче об'єднання «Дрогобичнафтопереробка», яке в 1972 році було перейменовано на «Дрогобицький НПЗ».

### Сучасний стан
Сьогодні завод досі носить радянську назву Нафтопереробний завод № 1 та є складовою Нафтопереробного комплексу «Галичина», що належить ПАТ «НПК-Галичина». Сам завод майже припинив функціонування ще на початку 2000-х років.

## Інфраструктура

### Казино
У 1920-х роках «Польмін» активно інвестує в інфраструктурні проєкти: так приблизно в 1925 році (або раніше) відкривається одна з окрас Дрогобича — Польмінівське казино. Його архітектором став Ян Семкович .

### Робітнича колонія
Спорудження колонії імовірно почалося в першій половині 1920-х років. Туди почали заселяти адміністрацію заводу та працівників із Центральної Польщі (або Польщі-А) та закордону.
Колонія була повністю автономною від Дрогобича, хоча адміністративно туди входила. Вона мала власну школу, стадіон, басейн, каплицю, сиротинець. Соціальна інфраструктура для працівників заводу була безплатна, а самі зарплати на заводі варіюювалися від 600 до 2000 злотих на місяць.

### Газопровід «Дашава — Дрогобич»
З 1924 року вже діяв газопровід «Дашава — Дрогобич», проте він належав іншій дрогобицькій компанії — «Газолін». 
У 1928 році вже «Польмін» проклав власний газопровід від Дашави, який був довжиною 40 кілометрів та діаметром 175 міліметрів.

### Другий хмарочос Шпрехера
З 1932 по 1939 роки головний офіс компанії «Польмін» розташовувався в сучасному Будинку профспілок на Проспект Шевченка у Львові. Протягом усього цього періоду на будівлі висів великий банер із написом «Oleje Polmin» (укр. Мастила Польмін).
За проєктом, розробленим Фердинандом Касслером, споруда мала сягати 30 метрів у висоту та бути зведеною з використанням заліза й бетону найвищої якості, що зробило її найвищою будівлею Львова. Через це проєкт виявився дуже дорогим, особливо в умовах Великої депресії.
За деякими джерелами, на одній зі стадій будівництва Йон Шпрехер опинився на межі банкрутства, але його врятувало керівництво «Польміну», яке інвестувало кошти в будівництво. Це відповідало агресивній рекламній політиці підприємства, яке отримало не просто новий офіс у Львові, а офіс у найвищій будівлі міста.

## Рекламні кампанії
Керівництво «Польміну» вело агресивну рекламну кампанію, утримуючи власне видавництво, фінансуючи різноманітні спортивні змагання, особливо автоспорт та велоспорт; інвестуючи в помпезні архітектурні проєкти, такі як спорудження Другого хмарочоса Шпрехера або цілого міста в місті на околиці Дрогобича; а часом ситуація взагалі доходила до ексцесів: «Польмін» передавав ВПС Польщі літаки.

### Видавництво
Окремі кошти стабільно виділялися на обгортку, і для цього в «Польміну» було власне однойменне виробництво у Варшаві, де трудилися не тільки журналісти, але й академічні художники. Воно займалося випуском плакатів, листівок і брошур. Так із часом у компанії сформувався впізнаваний графічний дизайн-код — палітра жовтих та оранжевих відтінків у стилі арт-деко, подекуди з футуристичними мотивами.

### Польміновський оркестр
Також відомо про оркестр при заводі, який кожними вихідними давав вуличні концерти на Площі Ринок у Дрогобичі.

### Літаки для Польщі
У 1937 році «Польмін» навіть закупив два літаки, які урочисто передали ВПС Польщі у Варшаві. На знак подяки цим літакам присвоїли позивні «Польмін-1» та «Польмін-2». Подальша доля літаків невідома.

## Спорт при заводі

### Кубок «Польміну» з велоспорту
На фоні росту популярності велоспорту в Польщі «Польмін» у 1930-х проводив власні велозмагання, що проходили за маршрутом Дрогобич-Стрий-Пісочна-Дрогобич (майже 100 кілометрів).

### Футбольний клуб
Футбольний колектив «Польмін», який згодом перейменують на «Польмін-Стшелєц», був створений приблизно 1926 року та виступав у класі В Львівської окружної футбольної спілки.

### Автомобільний клуб
Клуб автомобілістів був заснований при заводі у 1937 році. Штаб-квартира знаходилася в одному з приміщень сучасної гімназії № 8. У 1939 році припинив існування.

### Скаутська організація
На території робітничої колонії діяла власна скаутська організація «Польмін імені Леопольда Ліса-Кулі».

## Додатково
- Рафінерія «Австрія» — це нафтопереробний завод французької компанії, який у майбутньому був перейменований на «Дрос».[6] Повністю знищенний під час Другої світової, а згодом на його базі побудували долотний завод. Тож «Австрія» не має ніякого відношення до «Польміну».

## Галерея

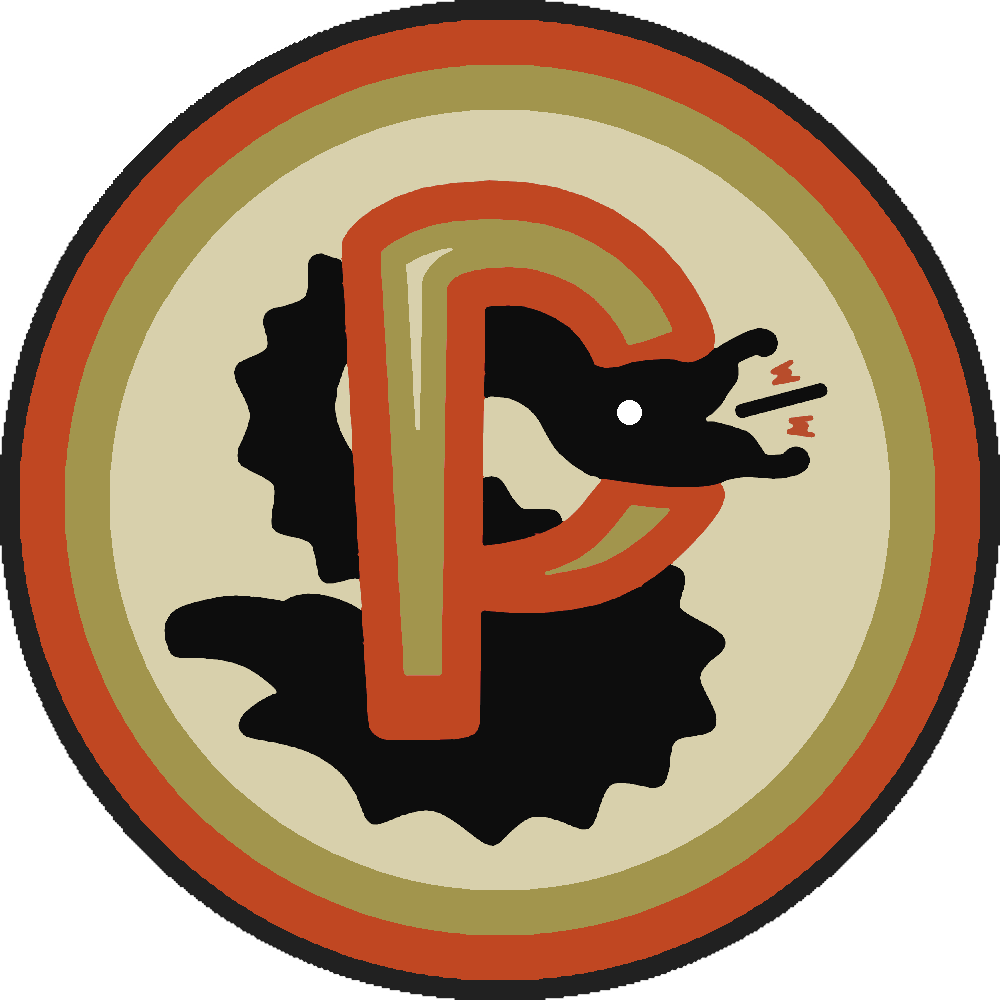
Малий логотип
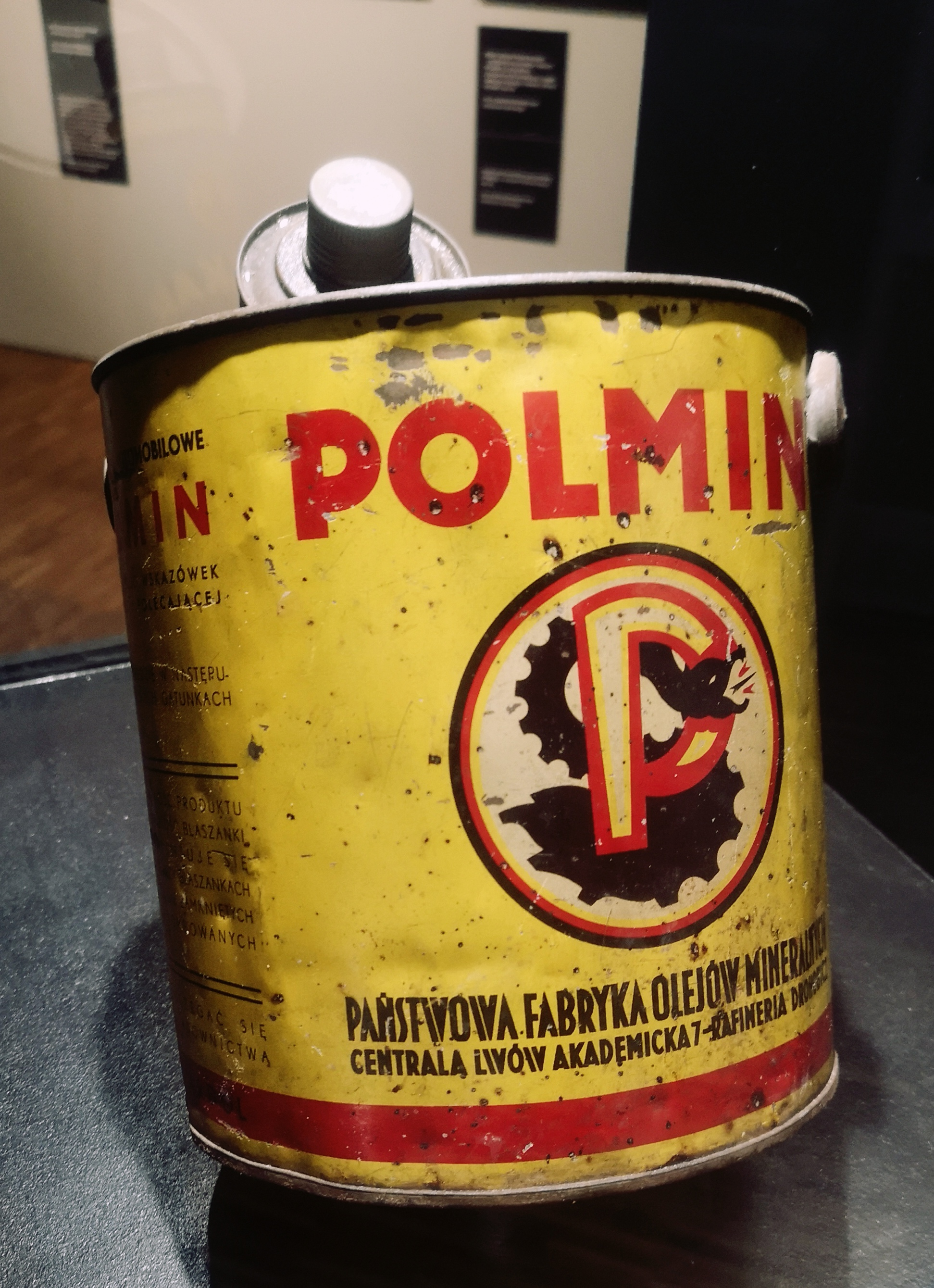
Каністра «Полмін»